# Список наград и номинаций Le Sserafim
Список наград и номинаций южнокорейской гёрл-группы Le Sserafim включает в себя восемь музыкальных наград и 13 номинаций, а также девять побед на различных музыкальных шоу (Music Bank, The Show, Show Champion, Show! Music Core).
Le Sserafim дебютировала 2 мая 2022 года с мини-альбомом Fearless. Сингл «Fearless» из мини-альбома завоевал четыре награды на различных музыкальных шоу, а мини-альбом получил платиновый сертификат от Circle Chart. 17 октября группа выпустила мини-альбом Antifragile. Сингл «Antifragile» завоевал пять наград на музыкальных шоу, а мини-альбом получил двойной платиновый сертификат от Circle Chart. Также Le Sserafim получила награды «Лучшее музыкальное видео» и «Супердебют» на K Global Heart Dream Awards, награду «Следующий лидер» на The Fact Music Awards, награды «Лучшее выступление» и «Hot Trend» на Melon Music Awards, награду «Любимый новый артист» на Mnet Asian Music Awards, награды «Лучший музыкант» и «Дебют года» на Asia Artist Awards по результатам 2022 года.

## Музыкальные премии

### Asia Artist Awards
| Год  | Категория             | Номинант    | Результат | Прим. |
| ---- | --------------------- | ----------- | --------- | ----- |
| 2022 | «Лучший музыкант»     | Le Sserafim | Победа    | [ 3 ] |
| 2022 | «Дебют года» (музыка) | Le Sserafim | Победа    | [ 3 ] |

### Genie Music Awards
| Год  | Категория              | Номинант    | Результат | Прим. |
| ---- | ---------------------- | ----------- | --------- | ----- |
| 2022 | «Лучший женский дебют» | Le Sserafim | Номинация | [ 4 ] |

### K Global Heart Dream Awards
| Год  | Категория                  | Номинант    | Результат | Прим. |
| ---- | -------------------------- | ----------- | --------- | ----- |
| 2022 | «Лучшее музыкальное видео» | Le Sserafim | Победа    | [ 5 ] |
| 2022 | «Супердебют»               | Le Sserafim | Победа    | [ 5 ] |

### Melon Music Awards
| Год  | Категория                             | Номинант    | Результат | Прим. |
| ---- | ------------------------------------- | ----------- | --------- | ----- |
| 2022 | «Лучшее выступление» (женская группа) | Le Sserafim | Победа    | [ 6 ] |
| 2022 | «Hot Trend»                           | Le Sserafim | Победа    | [ 6 ] |
| 2022 | «Артист Топ-10»                       | Le Sserafim | Номинация | [ 7 ] |
| 2022 | «Артист года»                         | Le Sserafim | Номинация | [ 7 ] |
| 2022 | «Награда за популярность»             | Le Sserafim | Номинация | [ 7 ] |
| 2022 | «Лучший новый артист»                 | Le Sserafim | Номинация | [ 7 ] |

### Mnet Asian Music Awards
| Год  | Категория                                          | Номинант    | Результат | Прим. |
| ---- | -------------------------------------------------- | ----------- | --------- | ----- |
| 2022 | «Любимый новый артист»                             | Le Sserafim | Победа    | [ 8 ] |
| 2022 | «Артист года»                                      | Le Sserafim | Номинация | [ 9 ] |
| 2022 | «Лучший новичок» (женская группа)                  | Le Sserafim | Номинация | [ 9 ] |
| 2022 | «Топ-10 по версии фанатов мира»                    | Le Sserafim | Номинация | [ 9 ] |
| 2022 | «Лучшее танцевальное выступление» (женская группа) | «Fearless»  | Номинация | [ 9 ] |
| 2022 | «Песня года»                                       | «Fearless»  | Номинация | [ 9 ] |

### The Fact Music Awards
| Год  | Категория                   | Номинант    | Результат | Прим.  |
| ---- | --------------------------- | ----------- | --------- | ------ |
| 2022 | «Следующий лидер»           | Le Sserafim | Победа    | [ 10 ] |
| 2022 | «Выбор FAN N STAR» (артист) | Le Sserafim | Номинация | [ 11 ] |
| 2022 | «Четыре звезды»             | Le Sserafim | Номинация | [ 12 ] |
| 2022 | «idolplus Popularity»       | Le Sserafim | Номинация | [ 13 ] |

## Музыкальные шоу

### The Show
| Год  | Дата   | Песня        | Прим.  |
| ---- | ------ | ------------ | ------ |
| 2022 | 10 мая | Fearless     | [ 14 ] |
| 2022 | 17 мая | Fearless     | [ 15 ] |
| 2023 | 9 мая  | "Unforgiven" |        |

### Show Champion
| Год  | Дата   | Песня      | Прим.  |
| ---- | ------ | ---------- | ------ |
| 2022 | 1 июня | Fearless   | [ 16 ] |
| 2023 | 10 мая | Unforgiven |        |

### Show! Music Core
| Год  | Дата       | Песня         | Прим.  |
| ---- | ---------- | ------------- | ------ |
| 2022 | 3 декабря  | «Antifragile» | [ 17 ] |
| 2022 | 10 декабря | «Antifragile» | [ 18 ] |
| 2022 | 17 декабря | «Antifragile» | [ 19 ] |
| 2023 | 13 мая     | Unforgiven    |        |

### Music Bank
| Год  | Дата      | Песня         | Прим.  |
| ---- | --------- | ------------- | ------ |
| 2022 | 13 мая    | «Fearless»    | [ 20 ] |
| 2022 | 4 ноября  | «Antifragile» | [ 21 ] |
| 2022 | 11 ноября | «Antifragile» | [ 22 ] |